# EFLカップ2018-2019
EFLカップ2018-2019は、2018年8月14日から2019年2月24日の期間に開催される通算59回目のEFLカップである。マンチェスター・シティが2大会連続6回目の優勝を達成した。
なお本年度から、決勝戦以外の前後半終了時の延長戦が廃止され、即PK戦で決着をつける。

## 日程
| 試合     | 組み合わせ抽選会 | 開催日                  | 開催日                  | 備考                                                                                    |
| 試合     | 組み合わせ抽選会 | 第1戦                   | 第2戦                   | 備考                                                                                    |
| -------- | ---------------- | ----------------------- | ----------------------- | --------------------------------------------------------------------------------------- |
| 1回戦    | 2018年6月15日    | 2018年8月14日・16日     | 2018年8月14日・16日     | チャンピオンシップ (2部)22チーム、 リーグ1 (3部)24チーム、リーグ2 (4部)24チーム参加     |
| 2回戦    | 2018年8月15日    | 2018年8月28日・29日     | 2018年8月28日・29日     | プレミアリーグ (1部)13チーム (CL・EL不参加クラブ)、 チャンピオンシップ (2部)2チーム参加 |
| 3回戦    | 2018年8月30日    | 2018年9月25日-10月2日   | 2018年9月25日-10月2日   | プレミアリーグ (1部)7チーム参加 (CL・EL参加クラブ)                                      |
| 4回戦    | 2018年9月29日    | 2018年10月30日-11月27日 | 2018年10月30日-11月27日 |                                                                                         |
| 準々決勝 | 2018年10月31日   | 2018年12月18日・19日    | 2018年12月18日・19日    |                                                                                         |
| 準決勝   | 2018年12月19日   | 2019年1月8日・9日       | 2019年1月23日・24日     |                                                                                         |
| 決勝     | ―                | 2019年2月24日           | 2019年2月24日           |                                                                                         |

## 1回戦
組み合わせ抽選会は2018年6月16日に行われた。このラウンドからは、チャンピオンシップ (2部)の22クラブ、リーグ1 (3部)の全24クラブ、リーグ2 (4部)の全24クラブの合計70クラブが参加する。なお、チーム名横の括弧内の数字は所属するディビジョンを表す (2回戦以降も同様)。
| チーム #1                                | スコア           | チーム #2                            |
| ---------------------------------------- | ---------------- | ------------------------------------ |
| 2018年8月14日                            |                  |                                      |
| ブラックプール (3)                       | 3 - 1            | バーンズリー (3)                     |
| カーライル・ユナイテッド (4)             | 1 - 5            | ブラックバーン・ローヴァーズ (2)     |
| クルー・アレクサンドラ (4)               | 1 - 1 (3-4 (p))  | フリートウッド・タウン (3)           |
| グリムズビー・タウン (4)                 | 0 - 2            | ロッチデール (3)                     |
| リーズ・ユナイテッド (2)                 | 2 - 1            | ボルトン・ワンダラーズ (2)           |
| マクルズフィールド・タウン (4)           | 1 - 1 (4-2 (p))  | ブラッドフォード・シティ (3)         |
| マンスフィールド・タウン (4)             | 6 - 1            | アクリントン・スタンリー (3)         |
| ミドルズブラ (2)                         | 3 - 3 (4-3 (p))  | ノッツ・カウンティ (4)               |
| ノッティンガム・フォレスト (2)           | 1 - 1 (10-9 (p)) | ベリー (4)                           |
| オールダム・アスレティック (4)           | 0 - 2            | ダービー・カウンティ (2)             |
| ポート・ヴェイル (3)                     | 0 - 4            | リンカーン・シティ (4)               |
| プレストン・ノースエンド (2)             | 3 - 1            | モアカム (4)                         |
| ロザラム・ユナイテッド (2)               | 3 - 1            | ウィガン・アスレティック (2)         |
| スカンソープ・ユナイテッド (3)           | 1 - 2            | ドンカスター・ローヴァーズ (3)       |
| シェフィールド・ユナイテッド (2)         | 1 - 1 (5-4 (p))  | ハル・シティ (2)                     |
| シュルーズベリー・タウン (3)             | 1 - 2            | バートン・アルビオン (3)             |
| トレンメア・ローヴァーズ (4)             | 1 - 3            | ウォルソール (3)                     |
| ブリストル・シティ (2)                   | 0 - 1            | プリマス・アーガイル (3)             |
| ブリストル・ローヴァーズ (3)             | 2 - 1            | クローリー・タウン (4)               |
| ケンブリッジ・ユナイテッド (2)           | 1 - 4            | ニューポート・カウンティ (3)         |
| チェルトナム・タウン (4)                 | 2 - 2 (6-5 (p))  | コルチェスター・ユナイテッド (4)     |
| エクセター・シティ (4)                   | 1 - 1 (4-2 (p))  | イプスウィッチ・タウン (2)           |
| ミルウォール (2)                         | 0 - 0 (3-1 (p))  | ジリンガム (3)                       |
| ミルトン・キーンズ・ドンズ (4)           | 3 - 0            | チャールトン・アスレティック (3)     |
| ノリッジ・シティ (2)                     | 3 - 1            | スティヴネイジ (4)                   |
| ポーツマス (3)                           | 1 - 2            | AFCウィンブルドン (3)                |
| オックスフォード・ユナイテッド (3)       | 2 - 0            | コヴェントリー・シティ (3)           |
| クイーンズ・パーク・レンジャーズ (2)     | 2 - 0            | ピーターバラ・ユナイテッド (3)       |
| レディング (2)                           | 2 - 0            | バーミンガム・シティ (2)             |
| サウスエンド・ユナイテッド (4)           | 2 - 4            | ブレントフォード (2)                 |
| スウィンドン・タウン (4)                 | 0 - 1            | フォレストグリーン・ローヴァーズ (4) |
| ウェスト・ブロムウィッチ・アルビオン (2) | 1 - 0            | ルートン・タウン (3)                 |
| ウィコム・ワンダラーズ (3)               | 1 - 1 (7-6 (p))  | バートン・アルビオン (4)             |
| ヨーヴィル・タウン (4)                   | 0 - 1            | アストン・ヴィラ (2)                 |
| 2018年8月16日                            |                  |                                      |
| サンダーランド (3)                       | 0 - 2            | シェフィールド・ウェンズデイ (2)     |

## 2回戦
組み合わせ抽選会は2018年8月15日に行われた。このラウンドからは、1回戦に勝利した35クラブに加え、UEFAチャンピオンズリーグ・UEFAヨーロッパリーグに参加しないプレミアリーグ (1部)の13クラブ、チャンピオンシップ (2部)の2クラブが参加する。
| 2018年8月28日 | スウォンジー・シティ (2) | 0 - 1         | クリスタル・パレス (1) | スウォンジー                                                          |  |
| 19:30         |                          | レポート(BBC) | セルロート 70分        | 競技場: リバティ・スタジアム 観客数: 9,122人 主審: ジョン・ブルックス |  |

| 2018年8月28日 | AFCウィンブルドン (3) | 1 - 3         | ウェストハム・ユナイテッド (1)                        | キングストン・アポン・テムズ                                    |  |
| 19:45         | ピゴット 2分          | レポート(BBC) | ディオプ 63分 · オグボンナ 83分 · エルナンデス 90+2分 | 競技場: キングスメドウ 観客数: 3,962人 主審: ティム・ロビンソン |  |

| 2018年8月28日 | ブラックバーン・ローヴァーズ (2)                               | 4 - 1         | リンカーン・シティ (4) | ブラックバーン                                                          |  |
| 19:45         | ナットル 4分 · グレアム 49分 · ダウニング 61分 · パーマー 77分 | レポート(BBC) | ルケ 28分              | 競技場: イーウッド・パーク 観客数: 5,211人 主審: ジェフ・エルトリンガム |  |

| 2018年8月28日 | ボーンマス (1)                              | 3 - 0         | ミルトン・キーンズ・ドンズ (4) | ボーンマス                                                                    |  |
| 19:45         | ムセ 15分 · フレイザー 37分 · アイブ 90+1分 | レポート(BBC) |                                | 競技場: バイタリティ・スタジアム 観客数: 9,747人 主審: ジェームズ・リニントン |  |

| 2018年8月28日 | ブレントフォード (2) | 1 - 0         | チェルトナム・タウン (4) | ブレントフォード                                                |  |
| 19:45         | ジャンヴィエ 40分    | レポート(BBC) |                          | 競技場: グリフィン・パーク 観客数: 4,384人 主審: ロス・ジョイス |  |

| 2018年8月28日 | ブライトン&ホーヴ・アルビオン (1) | 0 - 1         | サウサンプトン (1) | ブライトン                                                       |  |
| 19:45         |                                   | レポート(BBC) | オースティン 88分  | 競技場: AMEXスタジアム 観客数: 13,651人 主審: アンドレ・マリナー |  |

| 2018年8月28日 | バートン・アルビオン (3) | 1 - 0         | アストン・ヴィラ (2) | バートン・アポン・トレント                                      |  |
| 19:45         | ボイス 52分              | レポート(BBC) |                      | 競技場: ピレリ・スタジアム 観客数: 3,411人 主審: ダレン・ボンド |  |

| 2018年8月28日 | カーディフ・シティ (1) | 1 - 3         | ノリッジ・シティ (2)                    | カーディフ                                                                            |  |
| 19:45         | エクレ・マンガ 77分    | レポート(BBC) | スルベニー 26分, 64分 · アーロンズ 69分 | 競技場: カーディフ・シティ・スタジアム 観客数: 6,953人 主審: アンドリュー・マッドレー |  |

| 2018年8月28日 | ドンカスター・ローヴァーズ (3) | 1 - 2         | ブラックプール (3)                      | ドンカスター                                                                    |  |
| 19:45         | メイ 23分                      | レポート(BBC) | ノッティンガム 38分 · プリチャード 60分 | 競技場: キープモート・スタジアム 観客数: 3,188人 主審: アンソニー・バックハウス |  |

| 2018年8月28日 | フラム (1)       | 2 - 0         | エクセター・シティ (4) | フラム                                                                |  |
| 19:45         | カマラ 4分, 48分 | レポート(BBC) |                        | 競技場: クレイヴン・コテージ 観客数: 9,333人 主審: ケヴィン・フレンド |  |

| 2018年8月28日 | ハル・シティ (2) | 0 - 4         | ダービー・カウンティ (2)                                                     | キングストン・アポン・ハル                                              |  |
| 19:45         |                  | レポート(BBC) | ワグホーン 25分 · ヨゼフゾーン 39分 · フレミング 73分 (o.g.) · マウント 89分 | 競技場: KCOMスタジアム 観客数: 4,666人 主審: オリヴァー・ラングフォード |  |

| 2018年8月28日 | リーズ・ユナイテッド (2) | 0 - 2         | プレストン・ノースエンド (2)            | リーズ                                                             |  |
| 19:45         |                          | レポート(BBC) | ジョンソン 2分 (pen.) · バーカー 45+1分 | 競技場: エランド・ロード 観客数: 18,652人 主審: トニー・ハリントン |  |

| 2018年8月28日 | レスター・シティ (1)                                           | 4 - 0         | フリートウッド・タウン (3) | レスター                                                                 |  |
| 19:45         | フックス 8分 · イボーラ 39分 · イヘアナチョ 46分 · ゲザル 71分 | レポート(BBC) |                            | 競技場: キング・パワー・スタジアム 観客数: 10,671人 主審: リー・メイソン |  |

| 2018年8月28日 | ミドルズブラ (2)              | 2 - 1         | ロッチデール (3)  | ミドルズブラ                                                           |  |
| 19:45         | ジョンソン 37分 · ハギル 53分 | レポート(BBC) | ディレイニー 83分 | 競技場: リヴァーサイド・スタジアム 観客数: 10,344人 主審: ベン・トナー |  |

| 2018年8月28日 | ニューポート・カウンティ (3) | 0 - 3         | オックスフォード・ユナイテッド (3)                           | ニューポート                                                        |  |
| 19:45         |                              | レポート(BBC) | デメトリウー 2分 (o.g.) · バプティスト 4分 · ホワイト 90+1分 | 競技場: ロドニー・パレード 観客数: 2,228人 主審: スコット・ダンカン |  |

| 2018年8月28日 | クイーンズ・パーク・レンジャーズ (2)                     | 3 - 1         | ブリストル・ローヴァーズ (3) | ロンドン                                                                    |  |
| 19:45         | オサイ＝サミュエル 4分 · ヴショウェク 18分 · スミス 64分 | レポート(BBC) | アップソン 87分              | 競技場: ロフタス・ロード 観客数: 5,007人 主審: チャールズ・ブレークスピアー |  |

| 2018年8月28日 | シェフィールド・ウェンズデイ (2) | 0 - 2         | ウルヴァーハンプトン・ワンダラーズ (1) | シェフィールド                                                             |  |
| 19:45         |                                  | レポート(BBC) | ボナチーニ 53分 · コスタ 85分 (pen.)   | 競技場: ヒルズボロ・スタジアム 観客数: 13,597人 主審: ロバート・ジョーンズ |  |

| 2018年8月28日                       | ウォルソール (3)                          | 3 - 3 (1-3 PK戦)                     | マクルズフィールド・タウン (4)                  | ウォルソール                                                                |  |
| 19:45                               | モリス 33分 · クック 63分 · ゴードン 64分 | レポート(BBC)                        | グライムス 10分 · スミス 25分 · マーシュ 90+1分 | 競技場: ベスコット・スタジアム 観客数: 2,352人 主審: ダレン・ドライスデール |  |
|                                     |                                           | PK戦                                 |                                                 |                                                                             |  |
| クック レイフィー コウヤール モリス |                                           | ウィタカー スミス フィッツパトリック |                                                 |                                                                             |  |

| 2018年8月28日                                                  | ウィコム・ワンダラーズ (3)              | 2 - 2 (4-3 PK戦)                               | フォレストグリーン・ローヴァーズ (4) | ハイ・ウィコム                                                      |  |
| 19:45                                                          | カッシュケット 55分 · スチュワート 74分 | レポート(BBC)                                  | グラブ 57分 · ウィンチェスター 86分  | 競技場: アダムス・パーク 観客数: 1,934人 主審: アンソニー・コギンス |  |
|                                                                |                                         | PK戦                                           |                                      |                                                                     |  |
| ジェイコブソン フリーマン マッカーシー スチュワート サンダース |                                         | ドアッジ ガニング グラブ ブラウン ディックビー |                                      |                                                                     |  |

| 2018年8月28日 | ストーク・シティ (2)                     | 2 - 0         | ハダースフィールド・タウン (1) | ストーク＝オン＝トレント                                          |  |
| 20:00         | ベラヒーノ 53分 · バクーナ 90+7分 (o.g.) | レポート(BBC) |                                | 競技場: Bet365スタジアム 観客数: 7,290人 主審: ピーター・バンクス |  |

| 2018年8月28日 | ウェスト・ブロムウィッチ・アルビオン (2) | 2 - 1         | マンスフィールド・タウン (3) | ウェスト・ブロムウィッチ                                             |  |
| 20:00         | レコ 26分 · エドワーズ 75分              | レポート(BBC) | ビショップ 69分              | 競技場: ザ・ホーソンズ 観客数: 10,574人 主審: スティーヴ・マーティン |  |

| 2018年8月29日 | エヴァートン (1)                                        | 3 - 1         | ロザラム・ユナイテッド (2) | リヴァプール                                                         |  |
| 19:45         | シグルズソン 28分 · キャルバート＝ルーウィン 61分, 87分 | レポート(BBC) | ヴォークス 86分            | 競技場: グディソン・パーク 観客数: 31,972人 主審: グレアム・スコット |  |

| 2018年8月29日 | ミルウォール (2)                                               | 3 - 2         | プリマス・アーガイル (3) | ミルウォール                                                |  |
| 19:45         | ウィリアムス 64分 (pen.) · グレゴリー 83分 · オブライエン 89分 | レポート(BBC) | ネス 41分 · ラダポ 67分  | 競技場: ザ・デン 観客数: 3,645人 主審: ダレン・イングランド |  |

| 2018年8月29日 | ノッティンガム・フォレスト (2)                     | 3 - 1         | ニューカッスル・ユナイテッド (1) | ノッティンガム                                                           |  |
| 19:45         | マーフィー 2分 · キャッシュ 90+4分 · ジアス 90+7分 | レポート(BBC) | ロンドン 90+2分                  | 競技場: シティ・グラウンド 観客数: 13,942人 主審: ジェレミー・シンプソン |  |

| 2018年8月29日 | レディング (2) | 0 - 2         | ワトフォード (1)            | レディング                                                                  |  |
| 20:00         |                | レポート(BBC) | サクセス 37分 · クイナ 62分 | 競技場: マデイスキー・スタジアム 観客数: 9,265人 主審: アンディ・デイヴィス |  |

## 3回戦
組み合わせ抽選会は2018年8月30日に行われた。このラウンドからは、2回戦に勝利した25クラブに加え、UEFAチャンピオンズリーグ・UEFAヨーロッパリーグに参加するプレミアリーグ (1部)の7クラブが参加する。
| 2018年9月25日 | ブラックプール (3)                    | 2 - 0         | クイーンズ・パーク・レンジャーズ (2) | ブラックプール                                                              |  |
| 19:45         | ナンドゥイエ 28分 · スピーリング 90分 | レポート(BBC) |                                      | 競技場: ブルームフィールド・ロード 観客数: 1,910人 主審: ティム・ロビンソン |  |

| 2018年9月25日 | ボーンマス (1)                                             | 3 - 2         | ブラックバーン・ローヴァーズ (2)               | ボーンマス                                                                |  |
| 19:45         | スタニスラス 19分 · アイブ 58分 (pen.) · ウィルソン 90+4分 | レポート(BBC) | コンウェイ 63分 · アームストロング 72分 (pen.) | 競技場: バイタリティ・スタジアム 観客数: 9,715人 主審: サイモン・フーパー |  |

| 2018年9月25日 | バートン・アルビオン (3)  | 2 - 1         | バーンリー (1) | バートン・アポン・トレント                                            |  |
| 19:45         | ボイス 62分 · アレン 83分 | レポート(BBC) | ロング 40分    | 競技場: ピレリ・スタジアム 観客数: 2,449人 主審: ロバート・ジョーンズ |  |

| 2018年9月25日 | ミルウォール (2) | 1 - 3         | フラム (1)                                           | ミルウォール                                          |  |
| 19:45         | エリオット 61分  | レポート(BBC) | ブライアン 7分 · デ・ラ・トレ 52分 · クリスティ 68分 | 競技場: ザ・デン 観客数: 5,839人 主審: ダレン・ボンド |  |

| 2018年9月25日 | オックスフォード・ユナイテッド (3) | 0 - 3         | マンチェスター・シティ (1)                        | オックスフォード                                                     |  |
| 19:45         |                                    | レポート(BBC) | ジェズス 36分 · マフレズ 78分 · フォーデン 90+2分 | 競技場: カッサムスタジアム 観客数: 11,956人 主審: ロジャー・イースト |  |

| 2018年9月25日                                | プレストン・ノースエンド (2)          | 2 - 2 (3-4 PK戦)                                    | ミドルズブラ (2)                        | プレストン                                                              |  |
| 19:45                                        | ロビンソン 27分 · バークハイゼン 66分 | レポート(BBC)                                       | フレッチャー 34分 · タヴァーニアー 69分 | 競技場: ディープデイル 観客数: 5,095人 主審: オリヴァー・ラングフォード |  |
|                                              |                                       | PK戦                                                |                                         |                                                                         |  |
| レドソン ロビンソン モウルト ピアソン バーク |                                       | レッドビター ジェストゥード マクネア タヴァーニアー |                                         |                                                                         |  |

| 2018年9月25日                              | ウルヴァーハンプトン・ワンダラーズ (1) | 0 - 0 (1-3 PK戦)                                     | レスター・シティ (1) | ウルヴァーハンプトン                                                     |  |
| 19:45                                      |                                        | レポート(BBC)                                        |                      | 競技場: モリニュー・スタジアム 観客数: 21,652人 主審: ポール・ティアニー |  |
|                                            |                                        | PK戦                                                 |                      |                                                                          |  |
| サイス ジョッタ アシュリー=シール トラオレ |                                        | フックス ゲザル チョードゥリー イボーラ イヘアナチョ |                      |                                                                          |  |

| 2018年9月25日 | ウィコム・ワンダラーズ (3)                                       | 3 - 4         | ノリッジ・シティ (2)                    | ハイ・ウィコム                                                        |  |
| 19:45         | コワン＝ホール 17分 · サンダース 61分 (pen.) · マッカーシー 75分 | レポート(BBC) | ローズ 12分, 14分, 51分 · トリブル 41分 | 競技場: アダムス・パーク 観客数: 3,947人 主審: ジェレミー・シンプソン |  |

| 2018年9月25日                                                             | マンチェスター・ユナイテッド (1) | 2 - 2 (7-8 PK戦)                                                                      | ダービー・カウンティ (2)          | マンチェスター                                                                     |  |
| 20:00                                                                     | マタ 3分 · フェライニ 90+5分     | レポート(BBC)                                                                         | ウィルソン 59分 · マリオット 85分 | 競技場: オールド・トラッフォード 観客数: 55,227人 主審: スチュアート・アットウェル |  |
|                                                                           |                                  | PK戦                                                                                  |                                   |                                                                                    |  |
| ルカク ヤング フェライニ フレッジ マルシャル ダロト マティッチ ジョーンズ |                                  | マウント ヨゼフゾーン ウィルソン マリオット ジョンソン ブライソン フォーサイス キーオ |                                   |                                                                                    |  |

| 2018年9月25日 | ウェスト・ブロムウィッチ・アルビオン (2) | 0 - 3         | クリスタル・パレス (1)                             | ウェスト・ブロムウィッチ                                         |  |
| 20:00         |                                          | レポート(BBC) | タウンゼント 6分, 81分 · ファン・アーンホルト 76分 | 競技場: ザ・ホーソンズ 観客数: 10,818人 主審: ピーター・バンクス |  |

| 2018年9月26日 | アーセナル (1)                             | 3 - 1         | ブレントフォード (2) | ロンドン                                                               |  |
| 19:45         | ウェルベック 5分, 37分 · ラカゼット 90+3分 | レポート(BBC) | ジャッジ 58分        | 競技場: エミレーツ・スタジアム 観客数: 49,586人 主審: マイク・ディーン |  |

| 2018年9月26日 | リヴァプール (1) | 1 - 2         | チェルシー (1)                  | リヴァプール                                                     |  |
| 19:45         | スタリッジ 58分  | レポート(BBC) | エメルソン 79分 · アザール 85分 | 競技場: アンフィールド 観客数: 45,503人 主審: ケヴィン・フレンド |  |

| 2018年9月26日 | ノッティンガム・フォレスト (2)                  | 3 - 2         | ストーク・シティ (2)            | ノッティンガム                                                         |  |
| 19:45         | オズボーン 19分 · マーフィー 40分 · ロリー 50分 | レポート(BBC) | アフォベ 60分 · ベラヒーノ 83分 | 競技場: シティ・グラウンド 観客数: 12,915人 主審: ダレン・イングランド |  |

| 2018年9月26日 | ウェストハム・ユナイテッド (1)                                                                                                | 8 - 0         | マクルズフィールド・タウン (4) | ロンドン                                                               |  |
| 19:45         | アントニオ 29分 · スノッドグラス 32分, 60分 · ルーカス 39分 · フレデリックス 51分 · オグボンナ 54分 · ディアンガナ 67分, 82分 | レポート(BBC) |                                | 競技場: ロンドン・スタジアム 観客数: 24,833人 主審: クレイグ・ポーソン |  |

| 2018年9月26日                         | トッテナム・ホットスパー (1)   | 2 - 2 (4-2 PK戦)                | ワトフォード (1)            | ミルトン・キーンズ                                          |  |
| 20:00                                 | アリ 82分 (pen.) · ラメラ 86分 | レポート(BBC)                   | サクセス 46分 · カプエ 89分 | 競技場: スタジアム:mk 観客数: 23,650人 主審: リー・メイソン |  |
|                                       |                                | PK戦                            |                             |                                                             |  |
| ソン・フンミン ラメラ ジョレンテ アリ |                                | サクセス カプエ ヒューズ クイナ |                             |                                                             |  |

| 2018年10月2日                                    | エヴァートン (1)  | 1 - 1 (3-4 PK戦)                                     | サウサンプトン (1) | リヴァプール                                                         |  |
| 19:45                                            | ウォルコット 85分 | レポート(BBC)                                        | イングス 44分      | 競技場: グディソン・パーク 観客数: 30,545人 主審: クリス・カヴァナー |  |
|                                                  |                   | PK戦                                                 |                    |                                                                      |  |
| ベインズ トスン リシャルリソン ズマ ウォルコット |                   | イングス デイヴィス ホイビュルク ターゲット ソアレス |                    |                                                                      |  |

## 4回戦
組み合わせ抽選会は2018年9月29日に行われた。
| 2018年10月30日 | ボーンマス (1)                     | 2 - 1         | ノリッジ・シティ (2) | ボーンマス                                                             |  |
| 19:45          | スタニスラス 39分 · S・クック 72分 | レポート(BBC) | エルナンデス 70分    | 競技場: バイタリティ・スタジアム 観客数: 10,331人 主審: リー・メイソン |  |

| 2018年10月30日 | バートン・アルビオン (3)                             | 3 - 2         | ノッティンガム・フォレスト (2)    | バートン・アポン・トレント                                          |  |
| 19:45          | ヤンコ 52分 (o.g.) · フレイザー 64分 · ヘスケス 82分 | レポート(BBC) | グラバン 70分 · アッピアー 90+1分 | 競技場: ピレリ・スタジアム 観客数: 4,284人 主審: ジョン・ブルックス |  |

| 2018年10月31日 | アーセナル (1)                              | 2 - 1         | ブラックプール (3) | ロンドン                                                                   |  |
| 19:45          | リヒトシュタイナー 33分 · スミス＝ロウ 50分 | レポート(BBC) | オコナー 66分      | 競技場: エミレーツ・スタジアム 観客数: 48,168人 主審: デイヴィッド・クート |  |

| 2018年10月29日 | チェルシー (1)                                       | 3 - 2         | ダービー・カウンティ (2)         | ロンドン                                                                 |  |
| 19:45          | トモリ 5分 (o.g.) · キーオ 21分 (o.g.) · セスク 41分 | レポート(BBC) | マリオット 9分 · ワグホーン 27分 | 競技場: スタンフォード・ブリッジ 観客数: 39,564人 主審: ジョナサン・モス |  |

| 2018年10月29日 | ウェストハム・ユナイテッド (1) | 1 - 3         | トッテナム・ホットスパー (1)                | ロンドン                                                                       |  |
| 19:45          | ルーカス 71分                  | レポート(BBC) | ソン・フンミン 16分, 54分 · ジョレンテ 75分 | 競技場: ロンドン・スタジアム 観客数: 50,270人 主審: スチュアート・アットウェル |  |

| 2018年10月29日 | ミドルズブラ (2) | 1 - 0         | クリスタル・パレス (1) | ミドルズブラ                                                                 |  |
| 20:00          | ウィング 45+3分  | レポート(BBC) |                        | 競技場: リヴァーサイド・スタジアム 観客数: 11,850人 主審: ポール・ティアニー |  |

| 2018年11月1日 | マンチェスター・シティ (1) | 2 - 0         | フラム (1) | マンチェスター                                                                 |  |
| 19:45         | ディアス 18分, 65分        | レポート(BBC) |            | 競技場: エティハド・スタジアム 観客数: 35,271人 主審: マーティン・アトキンソン |  |

| 2018年11月27日                                                | レスター・シティ (1) | 0 - 0 (6-5 PK戦)                                                              | サウサンプトン (1) | レスター                                                                     |  |
| 19:45                                                         |                      | レポート(BBC)                                                                 |                    | 競技場: キング・パワー・スタジアム 観客数: 22,150人 主審: ロジャー・イースト |  |
|                                                               |                      | PK戦                                                                          |                    |                                                                              |  |
| フックス オルブライトン ソユンジュ グレイ ヴァーディ メンディ |                      | デイヴィス ホイビュルク レドモンド ヴェスターゴーア ソアレス ガッビアディーニ |                    |                                                                              |  |

## 準々決勝
組み合わせ抽選会は2018年10月31日に行われた。
| 2018年12月18日 | ミドルズブラ (2) | 0 - 1         | バートン・アルビオン (3) | ミドルズブラ                                                                   |  |
| 19:45          |                  | レポート(BBC) | ヘスケス 48分            | 競技場: リヴァーサイド・スタジアム 観客数: 17,342人 主審: マイケル・オリヴァー |  |

| 2018年12月18日                            | レスター・シティ (1) | 1 - 1 (1 - 3 PK戦)                              | マンチェスター・シティ (1) | レスター                                                                 |  |
| 19:45                                     | オルブライトン 73分  | レポート(BBC)                                   | デ・ブライネ 14分          | 競技場: キング・パワー・スタジアム 観客数: 24,644人 主審: リー・メイソン |  |
|                                           |                      | PK戦                                            |                            |                                                                          |  |
| マグワイア フックス マディソン ソユンジュ |                      | ギュンドアン スターリング ジェズス ジンチェンコ |                            |                                                                          |  |

| 2018年12月19日 | アーセナル (1) | 0 - 2         | トッテナム・ホットスパー (1)    | ロンドン                                                               |  |
| 19:45          |                | レポート(BBC) | ソン・フンミン 20分 · アリ 59分 | 競技場: エミレーツ・スタジアム 観客数: 59,016人 主審: ジョナサン・モス |  |

| 2018年12月19日 | チェルシー (1) | 1 - 0         | ボーンマス (1) | ロンドン                                                                     |  |
| 19:45          | アザール 84分  | レポート(BBC) |                | 競技場: スタンフォード・ブリッジ 観客数: 40,432人 主審: アンソニー・テイラー |  |

## 準決勝
組み合わせ抽選会は2018年12月19日に行われた。

### 第1戦
| 2019年1月8日 | トッテナム・ホットスパー (1) | 1 - 0         | チェルシー (1) | ウェンブリー                                                                 |  |
| 20:00        | ケイン 26分 (pen.)           | レポート(BBC) |                | 競技場: ウェンブリー・スタジアム 観客数: 44,371人 主審: マイケル・オリヴァー |  |

| 2019年1月9日 | マンチェスター・シティ (1)                                                                                                 | 9 - 0         | バートン・アルビオン (3) | マンチェスター                                                         |  |
| 19:45        | デ・ブライネ 5分 · ジェズス 30分, 34分, 57分, 65分 · ジンチェンコ 37分 · フォーデン 62分 · ウォーカー 70分 · マフレズ 83分 | レポート(BBC) |                          | 競技場: エティハド・スタジアム 観客数: 32,089人 主審: マイク・ディーン |  |

### 第2戦
| 2019年1月23日 | バートン・アルビオン (3) | 0 - 1 (2戦合計 0 - 10) | マンチェスター・シティ (1) | バートン・アポン・トレント                                          |  |
| 19:45         |                          | レポート(BBC)          | アグエロ 26分              | 競技場: ピレリ・スタジアム 観客数: 6,519人 主審: ケヴィン・フレンド |  |

二試合合計スコア 10 - 0でマンチェスター・シティが決勝進出
| 2019年1月24日                                             | チェルシー (1)              | 2 - 1 (2戦合計 2 - 2) (4-2 PK戦)    | トッテナム・ホットスパー (1) | ロンドン                                                                         |  |
| 19:45                                                     | カンテ 27分 · アザール 38分 | レポート(BBC)                       | ジョレンテ 50分              | 競技場: スタンフォード・ブリッジ 観客数: 38,610人 主審: マーティン・アトキンソン |  |
|                                                           |                             | PK戦                                |                              |                                                                                  |  |
| ウィリアン アスピリクエタ ジョルジーニョ ダヴィド・ルイス |                             | エリクセン ラメラ ダイアー ルーカス |                              |                                                                                  |  |

二試合合計スコア 2 - 2、PK戦 4 - 2でチェルシーが決勝進出

## 決勝
| 2019年2月24日 16:30 |

| チェルシー (1)                                                     | 0 - 0 (延長)  | マンチェスター・シティ (1)                                 |
|                                                                    | レポート(BBC) |                                                            |
|                                                                    | PK戦          |                                                            |
| ジョルジーニョ アスピリクエタ エメルソン ダヴィド・ルイス アザール | 3-4           | ギュンドアン アグエロ サネ ベルナルド・シウバ スターリング |

| ウェンブリー・スタジアム, ウェンブリー 観客数: 81,775人 主審: ジョナサン・モス |

| チェルシー | マンチェスター・シティ |

| GK                   | 1  | ケパ・アリサバラガ           |      |      |
| RB                   | 28 | セサル・アスピリクエタ       |      |      |
| CB                   | 2  | アントニオ・リュディガー     | 72分 |      |
| CB                   | 30 | ダヴィド・ルイス             | 30分 |      |
| LB                   | 33 | エメルソン・パルミエリ       |      |      |
| CM                   | 7  | エンゴロ・カンテ             |      |      |
| CM                   | 5  | ジョルジーニョ               | 88分 |      |
| CM                   | 8  | ロス・バークリー             |      | 89分 |
| RF                   | 11 | ペドロ・ロドリゲス           |      | 79分 |
| CF                   | 10 | エデン・アザール             |      |      |
| LF                   | 22 | ウィリアン                   |      | 95分 |
| サブメンバー         |    |                              |      |      |
| GK                   | 13 | ウィリー・カバジェロ         |      |      |
| DF                   | 27 | アンドレアス・クリステンセン |      |      |
| MF                   | 12 | ルーベン・ロフタス＝チーク   |      | 89分 |
| MF                   | 17 | マテオ・コヴァチッチ         |      |      |
| MF                   | 20 | カラム・ハドソン＝オドイ     |      | 79分 |
| FW                   | 9  | ゴンサロ・イグアイン         |      | 95分 |
| FW                   | 18 | オリヴィエ・ジルー           |      |      |
| 監督                 |    |                              |      |      |
| マウリツィオ・サッリ |    |                              |      |      |

| GK                         | 31 | エデルソン                   |        |      |
| RB                         | 2  | カイル・ウォーカー           |        |      |
| CB                         | 30 | ニコラス・オタメンディ       | 90+1分 |      |
| CB                         | 14 | アイメリク・ラポルテ         |        | 46分 |
| LB                         | 35 | オレクサンドル・ジンチェンコ |        |      |
| CM                         | 17 | ケヴィン・デ・ブライネ       |        | 86分 |
| CM                         | 25 | フェルナンジーニョ           | 58分   | 91分 |
| CM                         | 21 | ダビド・シルバ               |        | 79分 |
| RF                         | 20 | ベルナルド・シウバ           |        |      |
| CF                         | 10 | セルヒオ・アグエロ           |        |      |
| LF                         | 7  | ラヒーム・スターリング       |        |      |
| サブメンバー               |    |                              |        |      |
| GK                         | 49 | アリヤネット・ムリッチ       |        |      |
| DF                         | 3  | ダニーロ                     |        | 91分 |
| DF                         | 4  | ヴァンサン・コンパニ         |        | 46分 |
| MF                         | 8  | イルカイ・ギュンドアン       |        | 79分 |
| MF                         | 26 | リヤド・マフレズ             |        |      |
| MF                         | 47 | フィル・フォーデン           |        |      |
| FW                         | 19 | レロイ・サネ                 |        | 86分 |
| 監督                       |    |                              |        |      |
| ジョゼップ・グアルディオラ |    |                              |        |      |

| カラバオ・カップ 2018-2019 優勝       |
| ------------------------------------- |
| マンチェスター・シティ 2大会連続6回目 |